# Aston Martin F1
Aston Martin je britanski proizvajalec športnih avtomobilov, ki je v svoji zgodovini na različne načine sodeloval v svetovnem prvenstvu Formule 1.
Dirk se je prvič udeležil pri moštvu David Brown Corporation v sezoni 1959 z dirkalnikom DBR4 in motorjem lastne izdelave. Po koncu sezone 1960 je zapustil Formulo 1 zaradi slabih rezultatov, saj na dirkah nikoli ni bil uvrščen višje od šestega mesta, kar je takrat pomenilo, da ni osvojil nobene prvenstvene točke.
Med sezonama 2016 in 2020 je bil Aston Martin sponzor moštva Red Bull Racing, nato pa se je v sezoni 2021 vrnil v Formulo 1 s samostojnim moštvom Aston Martin F1 Team, ki je nastalo s preimenovanjem moštva Racing Point F1 Team, potem ko je v začetku leta 2020 lastnik tega moštva, konzorcij investitorjev pod vodstvom Lawrencea Strolla, postal tudi 16,7-odstoten lastnik Astona Martina. Dirkalnike poganjajo Mercedesovi motorji, sedež moštva pa je v Silverstonu v Veliki Britaniji, na lokaciji, kjer so se od leta 1991 vrstila moštva Jordan, Midland, Spyker, Force India in nazadnje Racing Point.

## David Brown Corporation (1959 in 1960)
Prvi dirkalnik z odkritimi kolesi, ki ga je izdelal Aston Martin, je bil imenovan DBR4, poganjan z motorjem lastne izdelave in predstavljen leta 1957, ko so potekala tudi prva testiranja. Kljub temu so pri podjetju dali prednost razvoju prototipa športnega avtomobila DBR1, s katerim sta Carroll Shelby in Roy Salvadori zmagala na vzdržljivostni dirki 24 ur Le Mansa 1959.
Shelby in Salvadori sta bila tudi dirkača, ki sta z dvema dirkalnikoma DBR4 debitirala v svetovnem prvenstvu Formule 1 pri moštvu David Brown Corporation v sezoni 1959. V prvem nastopu na Veliki nagradi Nizozemske je bilo jasno, da je dirkalnik DBR4 po dveh letih zastarel in nekonkurenčen v primerjavi z novejšimi dirkalniki. Shelby in Salvadori sta v kvalifikacijah dosegla deseto oziroma trinajsto mesto med petnajstimi udeleženci. Na dirki sta oba odstopila zaradi odpovedanih motorjev. V naslednjem nastopu na Veliki nagradi Velike Britanije je Salvadori presenetljivo dosegel drugo mesto v kvalifikacijah. Shelbyju je med dirko odpovedal eden izmed vžigalnih magnetov ter ni mogel držati koraka s tekmeci. Šest krogov pred koncem dirke mu je odpovedal tudi drugi vžigalni magnet, nakar je odstopil. Salvadori je dosegel šesto mesto, ki je bilo takrat najvišja uvrstitev, ki ni prinašala nobene prvenstvene točke.
Salvadori in Shelby sta tretjič nastopila na Veliki nagradi Portugalske, kjer nista imela nobenih težav z dirkalnikoma, a za uvrstitev na šesto oziroma osmo mesto nista osvojila prvenstvenih točk. V četrtem in zadnjem nastopu v sezoni 1959 na Veliki nagradi Italije sta bila oba dirkalnika nekonkurenčna ter sta v kvalifikacijah zasedla sedemnajsto in devetnajsto mesto med enaindvajsetimi udeleženci. Salvadori je bil na dirki nekaj časa sedmi, a je nazadnje odstopil zaradi odpovedanega motorja, Shelby pa je zasedel deseto mesto z zaostankom dveh krogov za zmagovalcem.
Pri Astonu Martinu so za sezono 1960 izdelali posodobljen dirkalnik DBR5, ki je temeljil na predhodniku DBR4, le da je bil lažji in opremljen z novim vzmetenjem. Kljub temu je bil motor težek in nameščen spredaj, zaradi česar dirkalnik ni mogel držati koraka z bolj pogostimi dirkalniki z zadaj nameščenim motorjem. Prvi nastop je bil na Veliki nagradi Nizozemske, vendar dirkalnika DBR5 nista bila pripravljena ter je v kvalifikacijah s starim dirkalnikom DBR4 nastopil le Salvadori, ki je med enaindvajsetimi udeleženci zasedel osemnajsto mesto. Dirke ni štartal, potem ko so organizatorji povedali, da Astonu Martinu ne bodo plačali za nastop. Dirkalnika DBR5 sta bila pripravljena pred dirko za Veliko nagrado Velike Britanije, kjer je ob Salvadoriju nastopil Maurice Trintignant. Salvadori dirke ni končal zaradi problemov s krmiljenjem, medtem ko se je Trintignant uvrstil na enajsto mesto z zaostankom petih krogov za zmagovalcem. Po tej dirki so se pri Astonu Martinu odločili, da bodo zapustili Formulo 1 zaradi pomanjkanja dobrih rezultatov in dokončno dali prednost razvoju prototipov športnih avtomobilov za vzdržljivostne dirke.

## Ugibanja o vrnitvi in partnerstvo z moštvom Red Bull Racing (od 2006 do 2020)
Prva ugibanja o vrnitvi Astona Martina v Formulo 1 so obstajala šele šestinštirideset let po nastopu na Veliki nagradi Velike Britanije 1960, ko je leta 2006 obstajala možnost, da bo podjetje Prodrive dobilo dovoljenje za nastopanje v svetovnem prvenstvu Formule 1 od sezone 2008. Podjetje Prodrive je bilo v lasti Davida Richardsa, ki je bil v tem času tudi vodja lastniškega konzorcija pri Astonu Martinu.
Leta 2007 je Richards je povedal, da Aston Martin in Prodrive nista pripravljena za upravljanje samostojnega moštva v svetovnem prvenstvu Formule 1, temveč za partnerstvo z nekim izmed obstoječih moštev. Leta 2009 je izjavil, da obstaja možnost, da se bo njegovo moštvo priključilo svetovnemu prvenstvu Formule 1 v sezoni 2010, pri čemer ni izključil možnosti dirkanja pod imenom Aston Martin, a do tega na koncu ni prišlo.
Aston Martin je v sezoni 2016 postal sponzor moštva Red Bull Racing, ki je bilo nato med sezonama 2018 in 2020 uradno znano kot Aston Martin Red Bull Racing ter je bil logotip britanskega podjetja poudarjen na njegovih dirkalnikih.

## Aston Martin F1 Team (od 2021 do danes)
V začetku leta 2020 je postal 16,7-odstoten lastnik Astona Martina konzorcij investitorjev pod vodstvom kanadskega poslovneža Lawrencea Strolla, ki si je v tem času lastil tudi moštvo Formule 1 Racing Point F1 Team, ter je bilo hkrati sporočeno, da bo to moštvo pred začetkom sezone 2021 preimenovano v Aston Martin F1 Team. Novo moštvo je nadaljevalo uporabljati Mercedesove motorje, ki so jih uporabljali tudi pri moštvu Racing Point, predtem pa je motorje nemškega proizvajalca že od sezone 2009 uporabljalo moštvo Force India, katerega imetje je avgusta 2018 kupil Strollov konzorcij investitorjev in z njim ustanovil moštvo Racing Point. Roza barvo dirkalnikov moštev Force India in Racing Point, ki je bila uporabljana od sezone 2017 zaradi sponzorstva avstrijskega podjetja BWT, je po preimenovanju v Aston Martin nadomestila zelena barva, ki je do sredine 20. stoletja tradicionalno označevala dirkalnike britanskih proizvajalcev, nov glavni sponzor pa je postalo ameriško podjetje Cognizant. Dirkalnik AMR21 je bil predstavljen 3. marca 2021 kot prvi dirkalnik Astona Martina za svetovno prvenstvo Formule 1 po enainšestdesetih letih.
V prvi sezoni sta pri Astonu Martinu dirkala Sebastian Vettel in Lance Stroll. Sergio Pérez, ki je pri moštvih Force India in Racing Point nastopal od sezone 2014, je imel pogodbo do konca sezone 2022, kljub temu pa ga je pred sezono 2021 nadomestil štirikratni svetovni prvak Vettel, katerega pogodba s Ferrarijem ni bila podaljšana. Pérez se je nato priključil moštvu Red Bull Racing. Lance Stroll je sin Lawrencea Strolla ter je dirkal pri moštvu Racing Point od začetka sezone 2019.
Najboljši rezultat v sezoni 2021 je bilo drugo mesto Vettla na Veliki nagradi Azerbajdžana. Te stopničke so bile hkrati edine za Aston Martin v tem letu. Sicer se je Vettel na drugo mesto uvrstil tudi na Veliki nagradi Madžarske, a je bil diskvalificiran, ker sodniki iz njegovega dirkalnika niso mogli pridobiti dovolj goriva za vzorec. Aston Martin je v skupnem seštevku konstruktorskega prvenstva zasedel sedmo mesto s 77 osvojenimi točkami.
V sezoni 2022 sta Vettel in Stroll obdržala sedeža, Nemca pa je zaradi okužbe z novim koronavirusom na prvih dveh dirkah nadomestil rojak Nico Hülkenberg, ki se je že v sezoni 2020 priključil predhodnemu moštvu Racing Point kot testni in nadomestni dirkač. Prvo uvrstitev med dobitnike točk v sezoni 2022 je Aston Martin dosegel šele na četrti dirki za Veliko nagrado Emilije - Romanje z osmim mestom Vettla in desetim mestom Strolla. Pred dirkaškim koncem tedna za Veliko nagrado Madžarske je bilo sporočeno, da bo Vettel po koncu sezone 2022 končal svojo kariero v Formuli 1, kmalu zatem pa tudi, da bo Nemca v sezoni 2023 kot moštveni kolega Strolla nadomestil dvakratni svetovni prvak Fernando Alonso. Aston Martin je v skupnem seštevku konstruktorskega prvenstva osvojil 55 točk, enako kot Alfa Romeo, ki je osvojila šesto mesto na podlagi najboljše uvrstitve na dirkah. Stroll in Vettel se na nobeni dirki sezone 2022 nista uvrstila višje od šestega mesta, dirkač Alfe Romea Valtteri Bottas pa je na eni dirki zasedel peto mesto.
Alonso je na prvi dirki sezone 2023 za Veliko nagrado Bahrajna osvojil tretje mesto in prve stopničke moštva Aston Martin po drugem mestu Vettla na Veliki nagradi Azerbajdžana 2021, medtem ko se je Stroll uvrstil na šesto mesto.

## Popoln pregled rezultatov

### David Brown Corporation
(legenda)
| Leto | Šasija                              | Motor           | Gume | Dirkači             | 1   | 2   | 3   | 4   | 5   | 6   | 7   | 8   | 9   | 10  | Toč | Prv |
| ---- | ----------------------------------- | --------------- | ---- | ------------------- | --- | --- | --- | --- | --- | --- | --- | --- | --- | --- | --- | --- |
| 1959 | Aston Martin DBR4                   | Aston Martin L6 | ?    |                     | MON | 500 | NIZ | FRA | VB  | NEM | POR | ITA | ZDA |     | 0   | 5.  |
| 1959 | Aston Martin DBR4                   | Aston Martin L6 | ?    | Roy Salvadori       |     |     | Ret |     | 6   |     | 6   | Ret |     |     | 0   | 5.  |
| 1959 | Aston Martin DBR4                   | Aston Martin L6 | ?    | Carroll Shelby      |     |     | Ret |     | Ret |     | 8   | 10  |     |     | 0   | 5.  |
| 1960 | Aston Martin DBR4 Aston Martin DBR5 | Aston Martin L6 | ?    |                     | ARG | MON | 500 | NIZ | BEL | FRA | VB  | POR | ITA | ZDA | 0   | 8.  |
| 1960 | Aston Martin DBR4 Aston Martin DBR5 | Aston Martin L6 | ?    | Roy Salvadori       |     |     |     | DNS |     |     |     |     |     |     | 0   | 8.  |
| 1960 | Aston Martin DBR4 Aston Martin DBR5 | Aston Martin L6 | ?    | Roy Salvadori       |     | Ret |     |     |     |     |     |     |     |     | 0   | 8.  |
| 1960 | Aston Martin DBR4 Aston Martin DBR5 | Aston Martin L6 | ?    | Maurice Trintignant |     |     |     |     |     |     | 11  |     |     |     | 0   | 8.  |

### Aston Martin F1 Team
(legenda) (odebeljene dirke pomenijo najboljši štartni položaj, poševne najhitrejši krog, ‡ - uvrščen, kljub odstopu)
| Leto | Šasija | Motor                               | Gume | Dirkači          | 1   | 2   | 3   | 4   | 5   | 6   | 7   | 8   | 9   | 10  | 11  | 12  | 13  | 14  | 15  | 16  | 17  | 18  | 19  | 20  | 21  | 22  | Toč  | Prv |
| ---- | ------ | ----------------------------------- | ---- | ---------------- | --- | --- | --- | --- | --- | --- | --- | --- | --- | --- | --- | --- | --- | --- | --- | --- | --- | --- | --- | --- | --- | --- | ---- | --- |
| 2021 | AMR21  | Mercedes M12 E Performance 1.6 V6 t | P    |                  | BAH | EMI | POR | ŠPA | MON | AZE | FRA | ŠTA | AVT | VBR | MAD | BEL | NIZ | ITA | RUS | TUR | ZDA | MEH | SAP | KAT | SAV | ABU | 77   | 7.  |
| 2021 | AMR21  | Mercedes M12 E Performance 1.6 V6 t | P    | Lance Stroll     | 10  | 8   | 14  | 11  | 8   | Ret | 10  | 8   | 13  | 8   | Ret | 20  | 12  | 7   | 11  | 9   | 12  | 14  | Ret | 6   | 11  | 13  | 77   | 7.  |
| 2021 | AMR21  | Mercedes M12 E Performance 1.6 V6 t | P    | Sebastian Vettel | 15  | 15‡ | 13  | 13  | 5   | 2   | 9   | 12  | 17‡ | Ret | DSQ | 5   | 13  | 12  | 12  | 18  | 10  | 7   | 11  | 10  | Ret | 11  | 77   | 7.  |
| 2022 | AMR22  | Mercedes M13 E Performance 1.6 V6 t | P    |                  | BAH | SAV | AVS | EMI | MIA | ŠPA | MON | AZE | KAN | VBR | AVT | FRA | MAD | BEL | NIZ | ITA | SIN | JAP | ZDA | MEH | SAP | ABU | 55   | 7.  |
| 2022 | AMR22  | Mercedes M13 E Performance 1.6 V6 t | P    | Lance Stroll     | 12  | 13  | 12  | 10  | 10  | 15  | 14  | 16‡ | 10  | 11  | 13  | 10  | 11  | 11  | 10  | Ret | 6   | 12  | Ret | 15  | 10  | 8   | 55   | 7.  |
| 2022 | AMR22  | Mercedes M13 E Performance 1.6 V6 t | P    | Sebastian Vettel |     |     | Ret | 8   | 17‡ | 11  | 10  | 6   | 12  | 9   | 17  | 11  | 10  | 8   | 14  | Ret | 8   | 6   | 8   | 14  | 11  | 10  | 55   | 7.  |
| 2022 | AMR22  | Mercedes M13 E Performance 1.6 V6 t | P    | Nico Hülkenberg  | 17  | 12  |     |     |     |     |     |     |     |     |     |     |     |     |     |     |     |     |     |     |     |     | 55   | 7.  |
| 2023 | AMR23  | Mercedes M14 E Performance 1.6 V6 t | P    |                  | BAH | SAV | AVS | AZE | MIA | MON | ŠPA | KAN | AVT | VBR | MAD | BEL | NIZ | ITA | SIN | JAP | KAT | ZDA | MEH | SAP | VEG | ABU | 196* | 3.* |
| 2023 | AMR23  | Mercedes M14 E Performance 1.6 V6 t | P    | Fernando Alonso  | 3   | 3   | 3   | 4   | 3   | 2   | 7   | 2   | 5   | 7   | 9   | 5   |     |     |     |     |     |     |     |     |     |     | 196* | 3.* |
| 2023 | AMR23  | Mercedes M14 E Performance 1.6 V6 t | P    | Lance Stroll     | 6   | Ret | 4   | 7   | 12  | Ret | 6   | 9   | 9   | 14  | 10  | 9   |     |     |     |     |     |     |     |     |     |     | 196* | 3.* |